# University College Dublin
Das University College Dublin (kurz UCD, irisch An Coláiste Ollscoile, Baile Átha Cliath) ist Irlands größte und auch reichste Universität. Sie befindet sich in Dublin, der Hauptstadt Irlands. Die Michael Smurfit Graduate Business School als Teil der UCD ist beständig über alle Rankings hinweg Irlands beste Business School und Teil des prestigereichen CEMS-Netzwerks. Die UCD hat fünf Nobelpreisträger, fünf ehemalige und derzeitige Premierminister Irlands, drei ehemalige Präsidenten Irlands, 16 aktuelle Mitglieder des irischen Parlaments sowie zahlreiche CEOs von bekannten Unternehmen in England und Irland hervorgebracht. James Joyce graduierte 1902 in modernen Sprachen von der UCD.
War die Universität ursprünglich am St. Stephen’s Green in der Dubliner Innenstadt angesiedelt, sind alle Fakultäten seither auf den 133 Hektar großen Campus im Süden Dublins umgezogen. 1991 wurde ein zweiter Campus im Vorort Blackrock gekauft, auf dem sich seither die nach ihrem Gründer Michael Smurfit benannte Michael Smurfit Graduate Business School befindet.
Das UCD ist seit 1908 Teil und seit 1997 autonome Universität innerhalb der zu einem losen Verband umgewandelten National University of Ireland.

## Geschichte

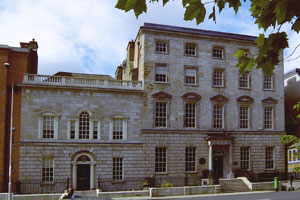
Newman House, St. Stephen’s Green, Dublin, der ursprüngliche Sitz der UCD

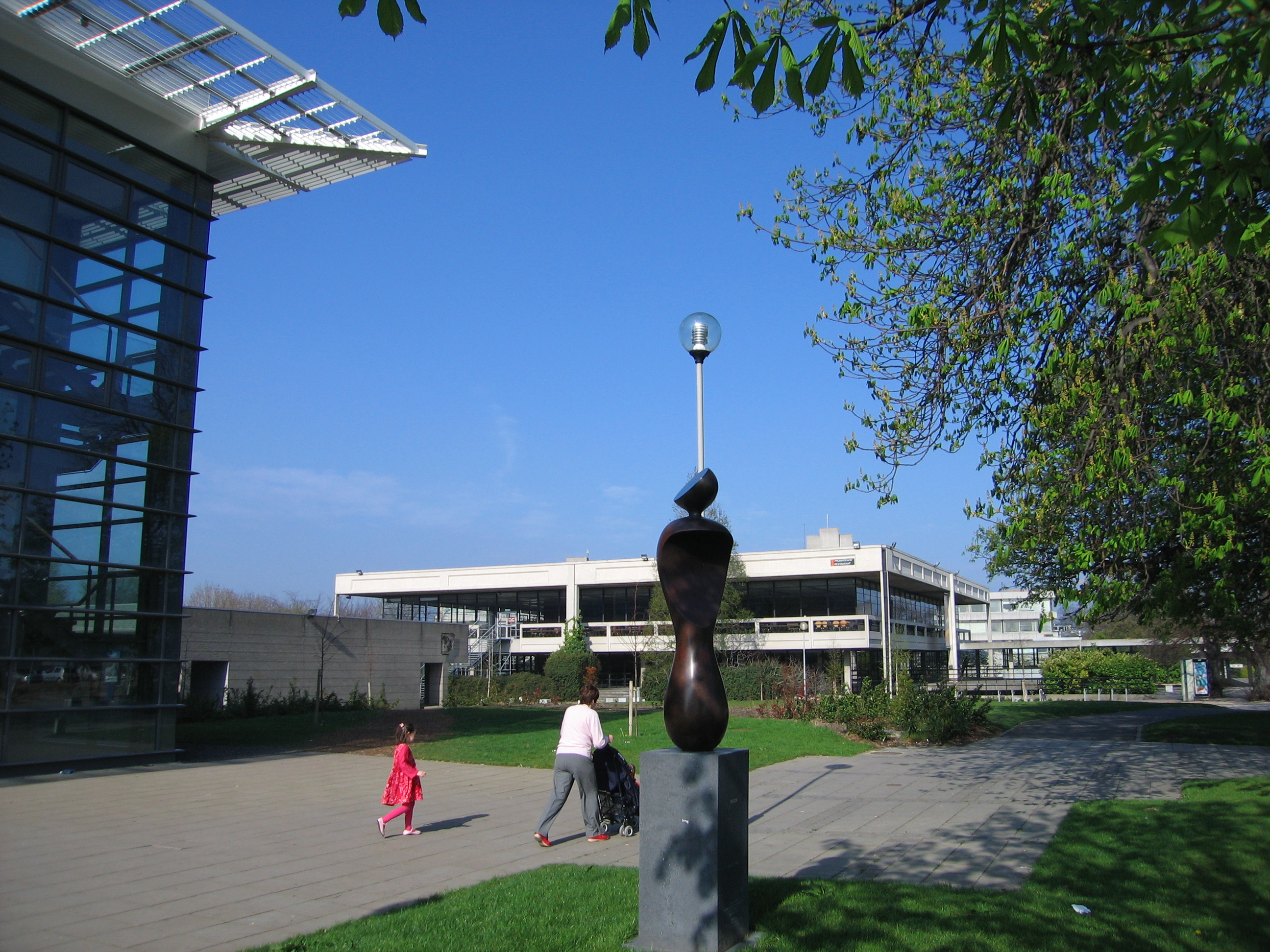
UCD Belfield Campus, ab 1933 langsam wachsender Hauptsitz der Universität. Blick auf das Verwaltungsgebäude mit Restaurant.

### Universitätsgeschichte
Die Anfänge des UCD gehen bis in das Jahr 1854, damals noch als Catholic University of Ireland, zurück. Der erste Rektor der neuen Universität war der Kardinal John Henry Newman. Erstmals offiziell erfolgte die Benennung in UCD im Jahr 1908: Es wurde die National University of Ireland (NUI) gegründet und zeitgleich die Royal University aufgelöst. Diese neue Universität brachte die drei Colleges University Colleges – Dublin, Galway and Cork hervor. 1911 half Lord Iveagh durch die Stiftung von Land die Universität auf die Earlsfort Terrace, Hatch Street und St Stephen’s Green zu erweitern.
Die UCD hat eines der größten Archive über den irischen Unabhängigkeitskrieg. Mehrere Mitglieder der Fakultät und Studenten der UCD beteiligen sich an den Aufständen von 1919–21. Unter ihnen war auch Pádraig Pearse, einem der bekanntesten Anführer des Osteraufstands. Seither sind die Graduierten der UCD als in Irland politisch besonders aktiv bekannt: drei der neun Präsidenten von Irland und fünf der 14 Premierminister von Irland waren seither Alumni oder Angestellte der UCD. Keine Universität hat mehr Staatsoberhäupter in Irland hervorgebracht. Nach der gewonnenen Unabhängigkeit Irlands wurde im Jahr 1926 durch den University Education (Agriculture and Dairy Science) Act das Royal College of Science und das Albert Agricultural College in die UCD implementiert. 1933 wurde Belfield House zunächst nur für Sportaktivitäten gekauft. Dieser sollte sich in den kommenden Jahrzehnten erheblich entwickeln.
In den frühen 1940er Jahren war das College zur größten Universitäten Institution des Landes geworden und versuchte den zu klein gewordenen Innenstadtcampus zu vergrößern. Es wurde entschieden, das College in eine Campus Universität nach britisch-amerikanischem Vorbild umzugestalten, so dass Studenten auf einem Gelände Sport-, Lern- und Wohngebäude vorfinden. Das Ergebnis war in den frühen 1960er Jahren der Umzug der naturwissenschaftlichen Fakultät auf den 1,4 ha großen Campus in Belfield im Süden Dublins. Die Fläche wird seither beständig weiterentwickelt.
1964 war die UCD die erste europäische Universität, die mit 19 Studenten den betriebswirtschaftlichen Abschluss des Master of Business Administration (MBA) begann. 1967 legte Donogh O’Malley einen Plan vor, die UCD und das Trinity College Dublin (TCD) zusammenzulegen, der jedoch verworfen wurde. Zwischen 1969 und 1970 wurden die Kunstfakultät, die Wirtschaftswissenschaften und die Rechtswissenschaften nach Belfield verlegt. 1980 wurde Richview Campus mit 17 ha erworben. 1981 wurde ein weitläufiger Sport-Komplex mit Football-Field und Schwimmbad eröffnet.
Das Stiftungsvermögen (Endowment) der UCD ist im Jahr 2020/21 mit 504 Mio. € das größte aller irischen Universitäten.

### Hochschulpräsidenten
- Denis Coffey, (1910–1940)
- Arthur W. Conway (1940–1947)
- Michael Tierney (1947–1964)
- Jeremiah Hogan (1964–1972)
- Thomas Murphy (1972–1985)
- Patrick Masterson (1986–1993)
- Art Cosgrove (1993–2003)
- Hugh R. Brady (2004–2013)
- Andrew J. Deeks (2014–)

## Fakultäten

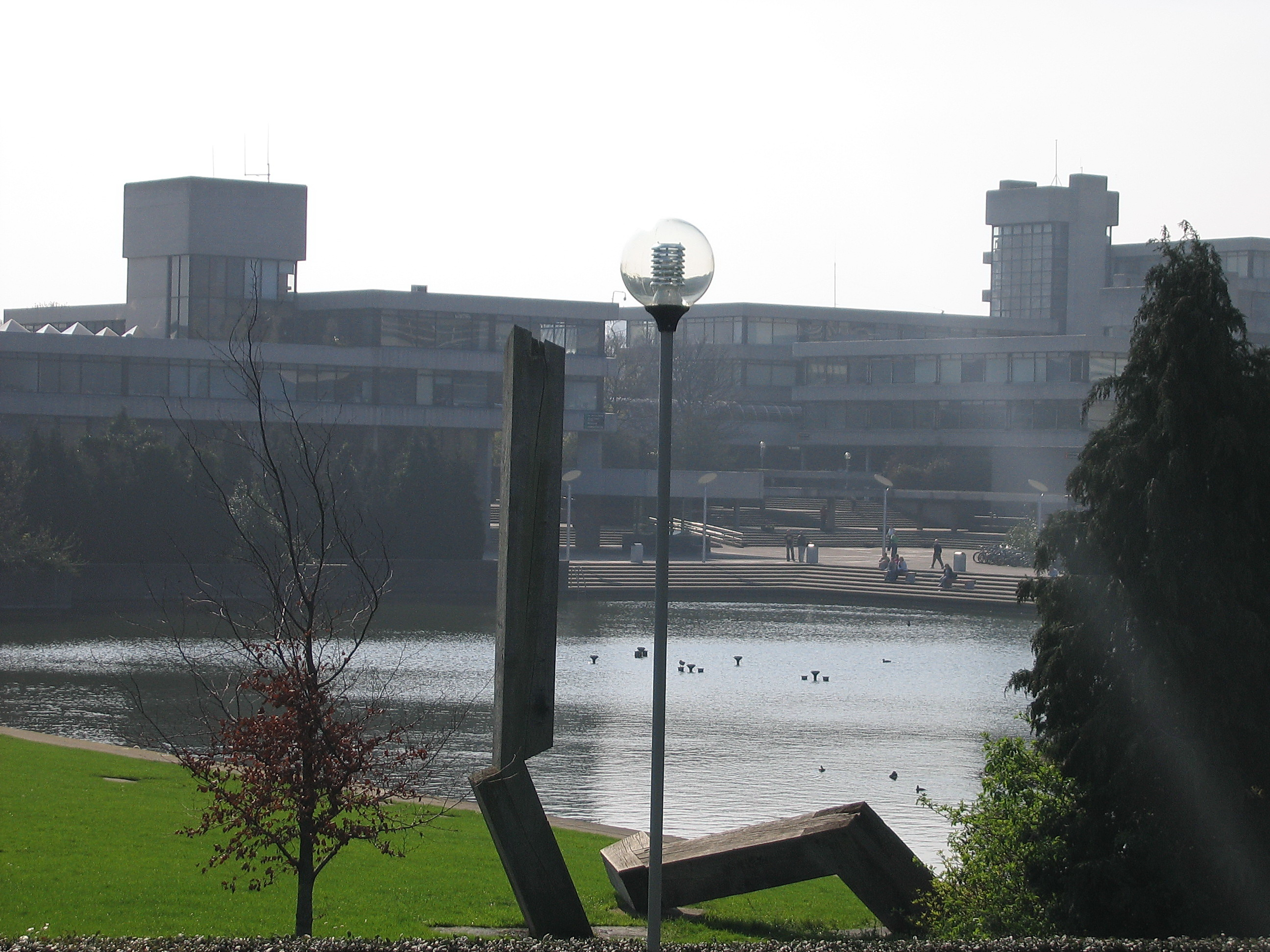
Das so genannte The Tierny (Verwaltungsgebäude) und das Newman Buildings, Sitz der Kunstfakultät der UCD auf dem Belfield Campus.

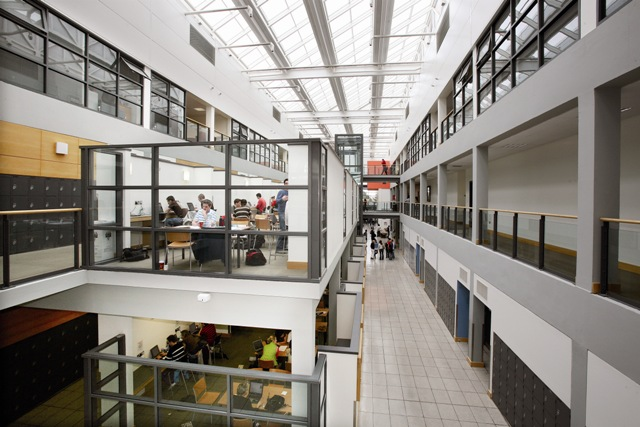
Die UCD Quinn School of Business

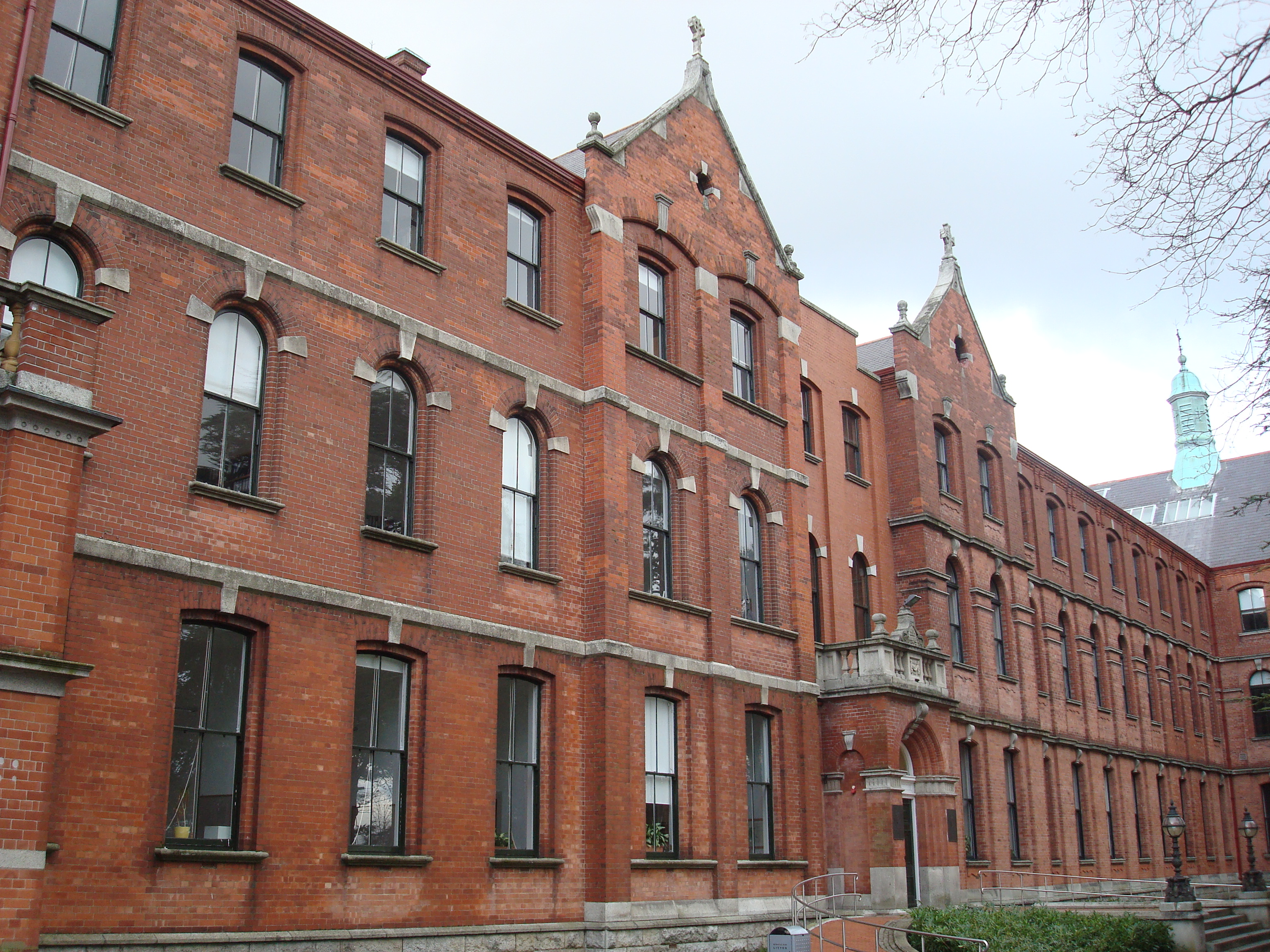
Die Michael Smurfit Graduate Business School in Blackrock, Dublin

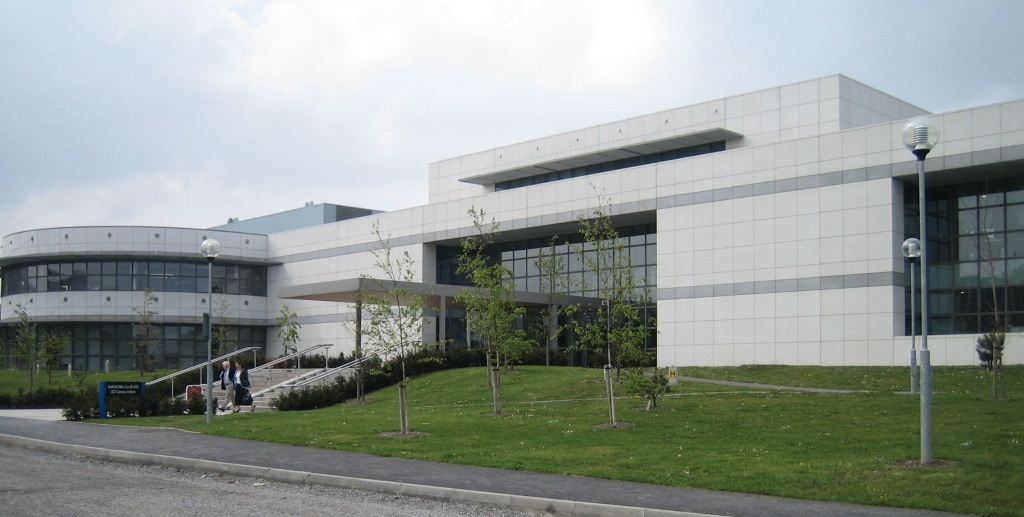
The Conway Institute an der UCD School of Medicine

Die Universität besteht aus sechs Colleges, 37 assoziierten Schulen und zahlreichen Forschungszentren. Mit Stand 2022 werden folgende Colleges und Schulen geführt. Jedes College hat zudem seine eigene Graduate School für postgraduierte Studiengänge.
UCD College of Arts and Humanities
UCD School of Art History and Cultural Policy
UCD School of Classics
UCD School of English, Drama and Film
UCD School of History and Archives
UCD School of Irish, Celtic Studies and Folklore
UCD School of Languages, Cultures and Linguistics
UCD School of Music
UCD College of Business
UCD School of Business
UCD Lochlann Quinn School of Business (für Bachelor-Studiengänge)
UCD Michael Smurfit Graduate School of Business
UCD Business International Campus
UCD College of Engineering and Architecture
UCD School of Architecture, Planning and Environmental Policy
UCD School of Biosystems and Food Engineering
UCD School of Chemical and Bioprocess Engineering
UCD School of Civil Engineering
UCD School of Electrical and Electronic Engineering
UCD School of Mechanical and Materials Engineering
UCD College of Health and Agricultural Sciences
UCD School of Agriculture and Food Science
UCD School of Medicine
UCD School of Nursing, Midwifery and Health Systems
UCD School of Public Health, Physiotherapy and Sports Science
UCD School of Veterinary Medicine
UCD College of Social Sciences and Law
UCD School of Archaeology
UCD School of Economics
UCD School of Education
UCD School of Geography
UCD School of Information and Communication Studies
UCD School of Law
UCD School of Philosophy
UCD School of Politics and International Relations
UCD School of Psychology
UCD School of Social Policy, Social Work and Social Justice
UCD School of Sociology
UCD College of Science
UCD School of Biology and Environmental Science
UCD School of Biomolecular and Biomedical Science
UCD School of Chemistry
UCD School of Computer Science
UCD School of Earth Sciences
UCD School of Mathematics and Statistics
UCD School of Physics

## Rankings
Im 2020 QS World University Rankings belegte die UCD den 78. Platz der Welt und den 1. in Irland. Der 2022 U.S. News & World Report sieht die UCD auf dem 2. Platz in Irland nach dem Trinity College Dublin. Die Michael Smurfit Graduate Business School wird im Financial Times Ranking auf Platz 21 der europäischen Business Schools bewertet, und damit deutlich vor dem Lokalwettbewerber Trinity Business School. Der Master in International Management wird im selben Ranking auf Platz 8 der Welt gesehen. Die UCD war Universität des Jahres in der The Sunday Times der Jahre 2006 und 2020.

## Alumni

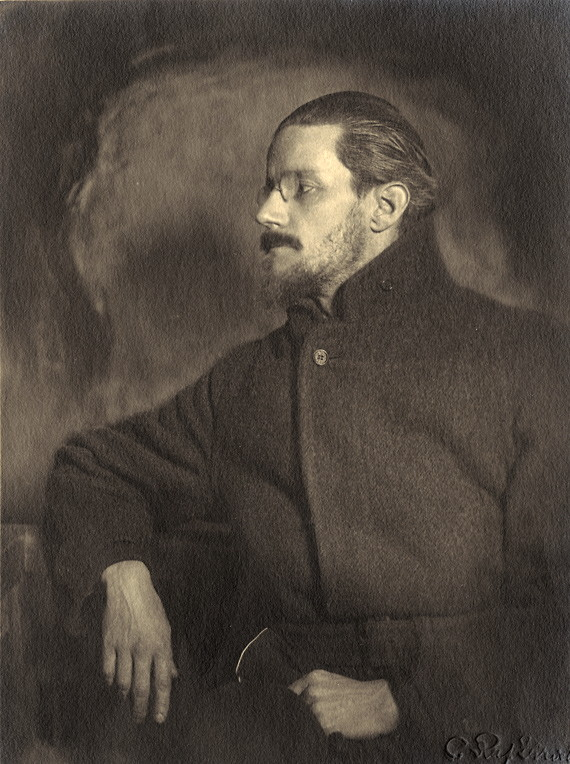
James Joyce 1903, Autor
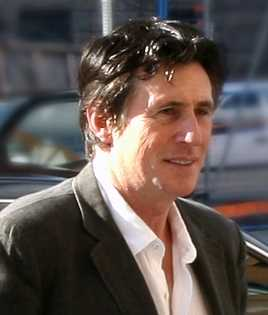
Gabriel Byrne, Schauspieler
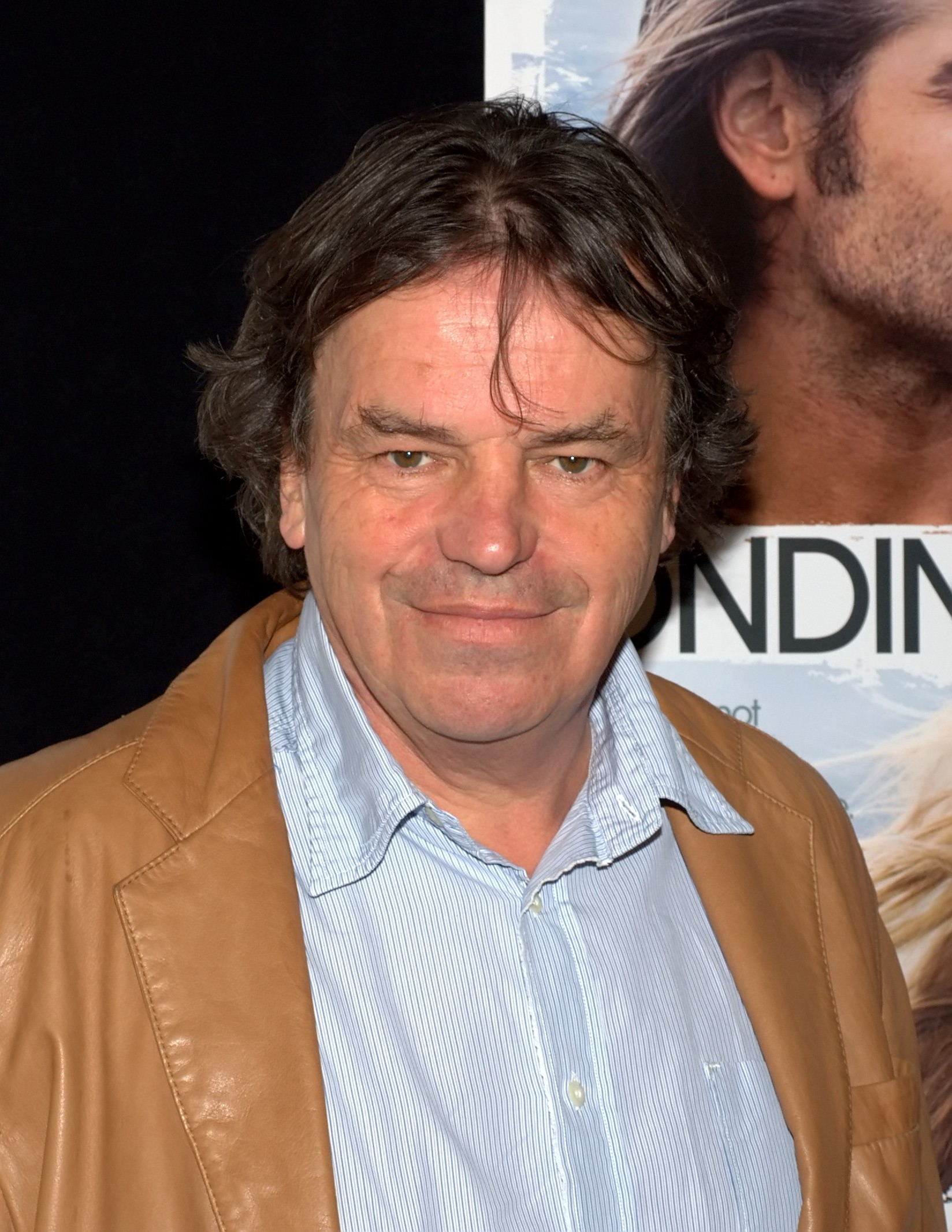
Neil Jordan, Oscarpreis-Gewinner und Produzent
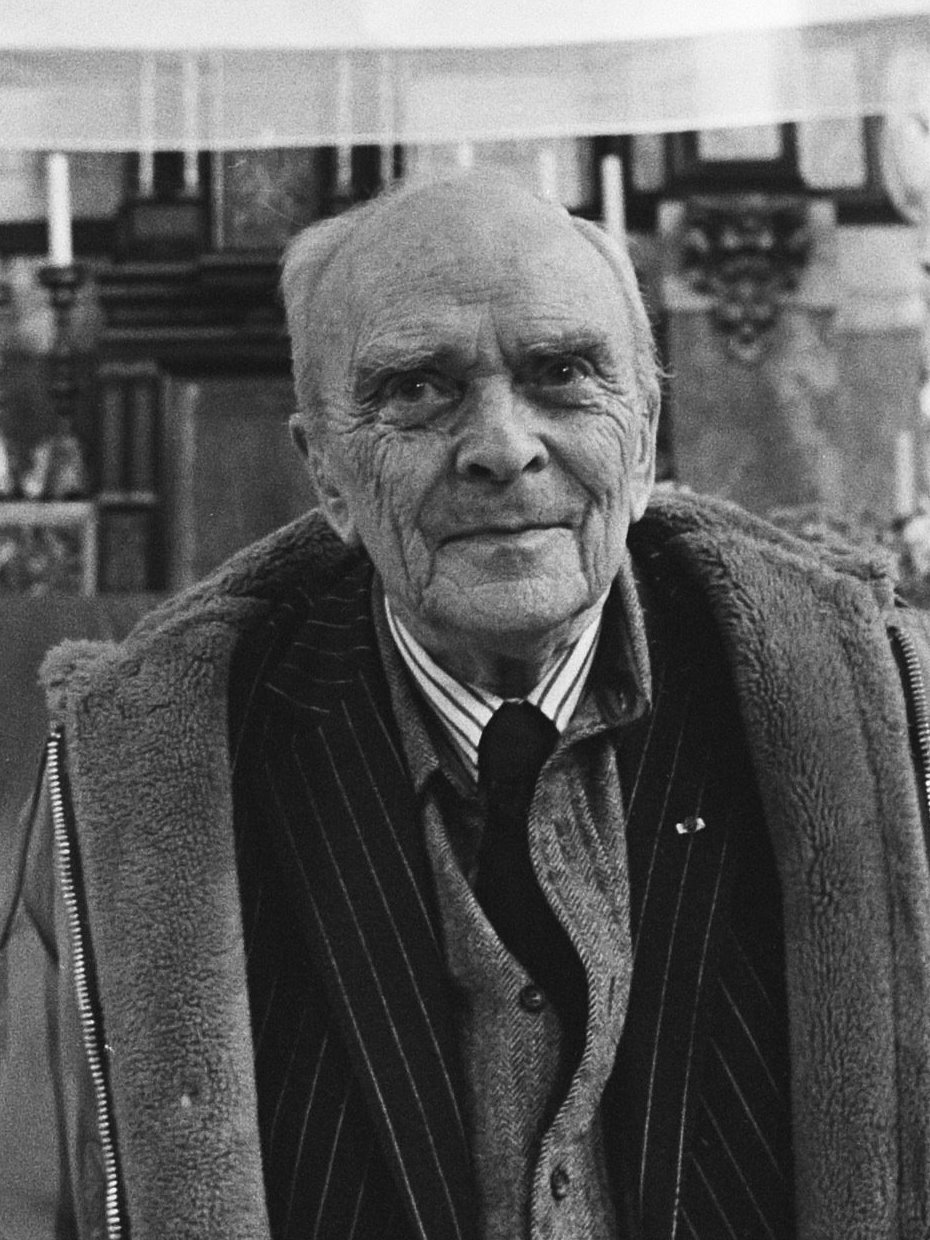
Seán MacBride, Friedensnobelpreisträger 1974
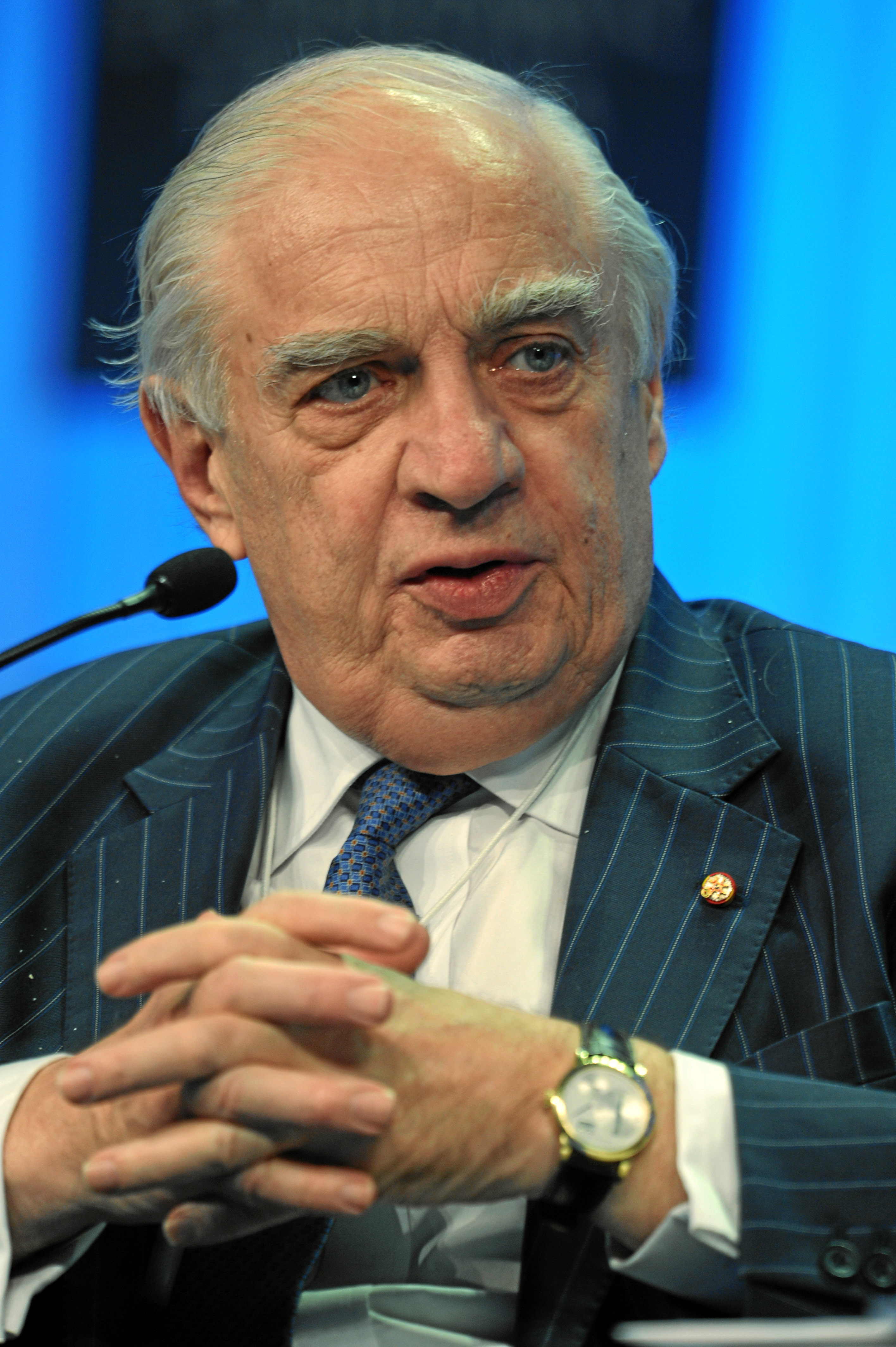
Peter Sutherland, Generaldirektor der Welthandelsorganisation

### Präsidenten von Irland
- Douglas Hyde, 1. Präsident von Irland
- Cearbhall Ó Dálaigh, 5. Präsident von Irland
- Patrick Hillery, 6. Präsident von Irland

### Premierminister von Irland
- John A. Costello, 2. Taoiseach von Irland
- Charles Haughey, 6. Taoiseach von Irland
- Garret FitzGerald, 7. Taoiseach von Irland
- John Bruton, 9. Taoiseach von Irland
- Brian Cowen, 11. Taoiseach von Irland

### Derzeitige Mitglieder desirischen Parlamentsund deririschen Regierung
- Richard Bruton
- Stephen Donnelly
- Charles Flanagan
- Seán Fleming
- Emer Higgins
- Mairead McGuinness
- Charlie McConalogue
- Cian O’Callaghan
- Jim O’Callaghan
- Éamon Ó Cuív
- Anne Rabbitte
- Eamon Ryan
- Neale Richmond
- Róisín Shortall
- Brendan Smith
- Paul Murphy

### Autoren (Auszug)
- James Joyce, Autor des Ulysses
- Benedict Kiely
- Thomas Kinsella
- John McGahern

### Unternehmer (Auszug)
- David J. O’Reilly, CEO von Chevron Corporation
- Niall FitzGerald, CEO von Unilever
- Tony O’Reilly (1936–2024), CEO von H. J. Heinz Company
- Denis O’Brien, Gründer von Digicel

### Schauspieler (Auszug)
- Dominique McElligott (* 1986), Schauspielerin